# 広州白雲駅
広州白雲駅（こうしゅうはくうんえき、中文表記: 广州白云站）は、中華人民共和国広東省広州市白雲区にある、中国国家鉄路集団と広州地下鉄の駅。

## 歴史

### 中国国家鉄路集団
広州白雲駅の前身は、中華民国5年（1916年）に設立された棠渓駅である（開業当初は西聯駅と称し、民国26年（1937年）に広州北駅に改称、1989年に棠渓駅と改称された）。当初は広州市内の主要な操車場であったが、1989年に新広州北操車場（現在の江村駅）が開業したことにより、棠渓駅は規模を縮小した。駅のコンテナ輸送業務は2022年7月11日をもって廃止され、7月17日には貨物取扱も終了した。2023年9月13日に広州白雲駅の京広場新駅舎が開業したのに伴い、本駅はサービスを停止した。12月28日、駅は正式に廃止された。
京広高速鉄道、広深港高速鉄道などの高速鉄道路線の開通以来、広州市の大部分の高速鉄道駅は番禺区や花都区など市中心部から離れた地域に位置しており、高速鉄道の利便性や効果が大きく損なわれていた。一方で、市内中心部にある広州駅や広州東駅はすでに飽和状態にあり、これ以上多くの高速鉄道業務を担うことが難しい状況にあった。そのため、広州市は鉄道ハブの計画を再検討し始めた。計画によれば、本駅は中国の「十三五計画」における重要な鉄道プロジェクトとして位置づけられており、広州鉄道ハブ計画における「五主三補」旅客駅の一つの主要駅でもある。広州市内における主要な在来線駅としての役割を担い、従来の広州駅および広州東駅が担当していた在来線列車の発着業務を引き継ぐとともに、一部の高速鉄道および珠三角都市間鉄道輸送の旅客需要にも対応する予定である。
2018年12月28日、広州白雲駅およびその総合交通ハブ一体化プロジェクトが正式に着工された。その後、新たに建設される広州白雲駅の駅舎および関連施設は、2020年10月10日に本格的な工事が開始された。
2023年12月26日には駅の営業が開始され、初列車となるC1893列車が午前9時28分に汕頭南駅へ向けて出発した。開業から3日目にあたる12月28日には、花広連絡線が開通し、これにより同駅には京広高速鉄道に接続する列車が発着できるようになった。
2024年5月1日には、駅での手荷物・小包輸送サービスの取扱いが開始された。さらに、2025年1月9日には江茘連絡線のうち江村西信号所から広州白雲駅までの区間が開通し、それに伴って当駅西側の高速鉄道ホームも供用開始となった。

### 広州地下鉄
現在白雲駅に乗り入れている各路線のうち、最初に計画された12号線は当初当駅を通らない予定であった。その後、棠渓駅が広州白雲駅として改修される計画が具体化したため、12号線はルートを変更して棠渓駅（仮称）を新設し、鉄道駅との接続を確保することになった。同時に、22号線北延伸区間と24号線の当駅乗り入れも決定され、さらに計画中の仏山地下鉄6号線も当駅を通過する予定である。加えて、当局は花都区と白雲区を結び、8号線西側の軌道交通空白を埋める東西路線の構想もある。この路線は広州地下鉄の公式路線網には未掲載だが、白雲駅の交通計画における将来の延伸を見越した準備工事がされている。
2018年12月28日、当駅は「広州白雲（棠渓）駅総合交通枢紐一体化建設工程」の地下鉄準備工事として先行して着工され、。仏山6号線および準備工事区間は2021年6月19日に最初の構造体が完成し、駅全体は2022年11月17日に完成した。
- 2025年6月29日：12号線の駅として開業[30]。

## 駅構造

### 中国国家鉄路集団・粤港澳大湾区都市間鉄道
単式ホーム1面と島式ホーム10面、合計11面24線のホームを持つ地上駅である。ホーム配置は西から順に高速鉄道・在来線・高速鉄道・都市間鉄道となっており、西高速場は単式ホーム1面と島式ホーム4面、計7線・全線ホーム設置、共江茘連絡線・茘南連絡線が接続。在来線場は島式ホーム5面、計11線・うち1線は留置線で京広線用。東高速場は島式ホーム1面、計4線・うち2線は花広連絡線用の通過線。都市間鉄道は島式ホーム1面2線構造である。

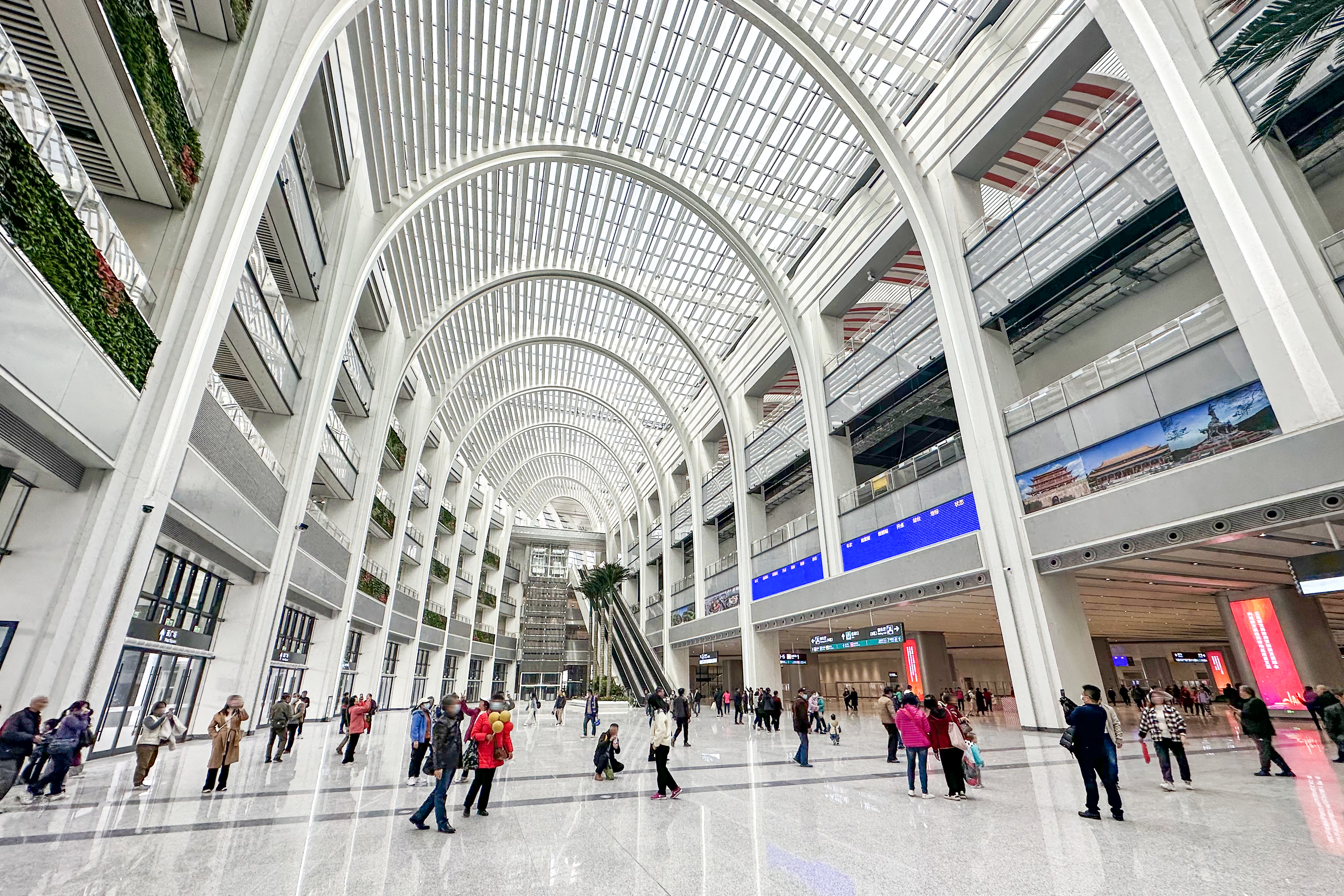
地下1階
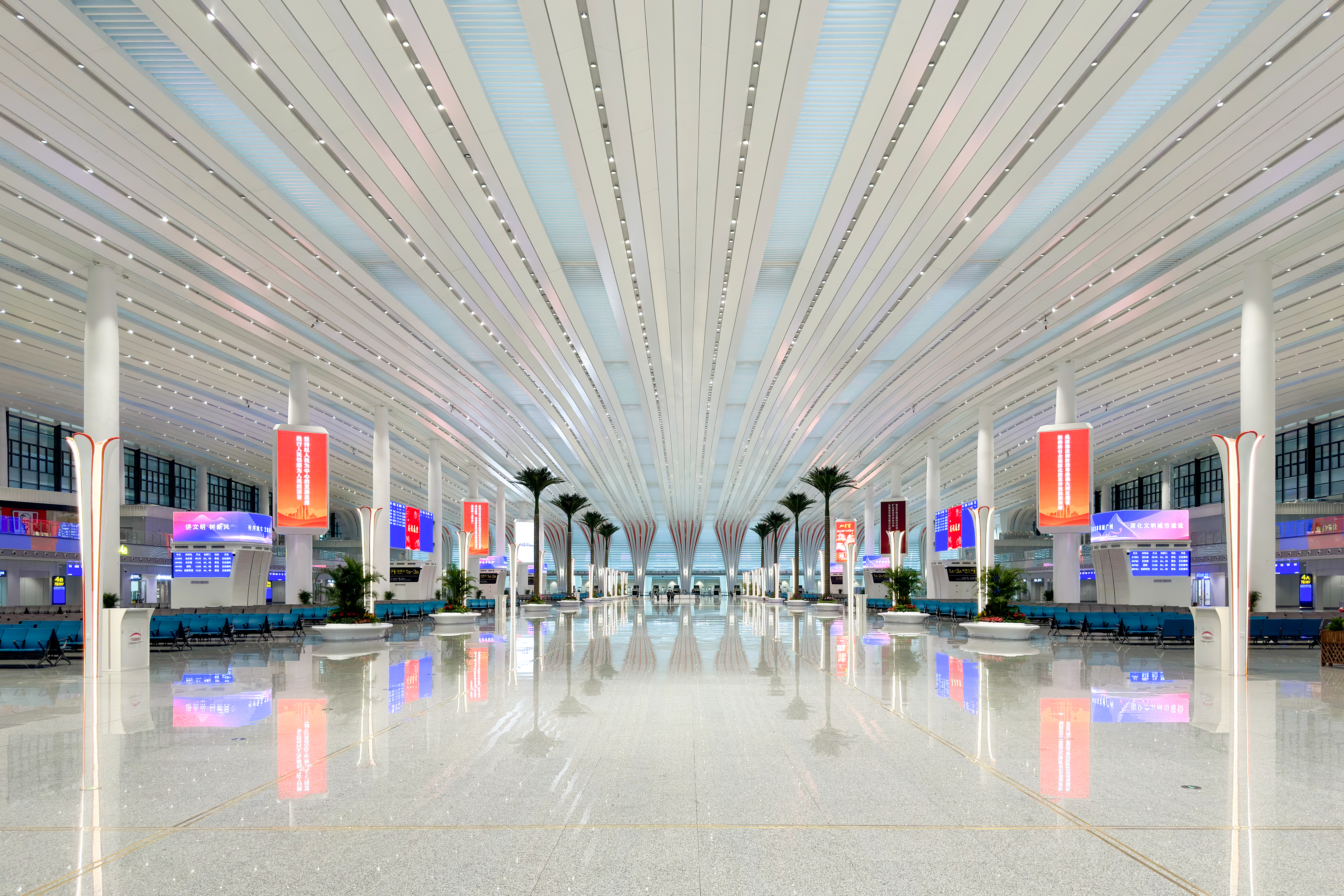
2階の待合室
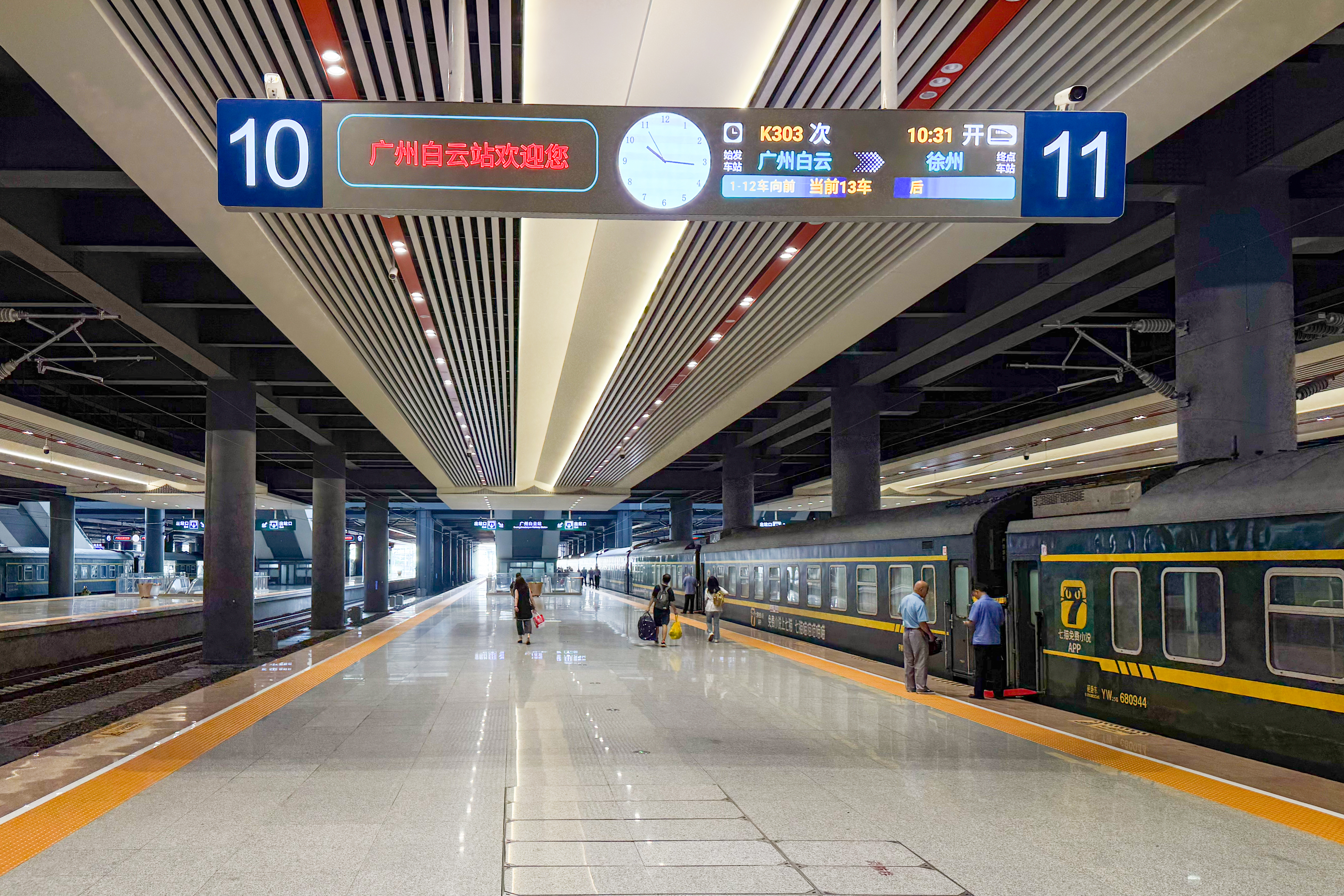
10・11番線ホーム

### 広州地下鉄
地下駅。12号線と24号線の駅は東側に南北方向に配置されている。コンコースは地下2階に、ホームは地下4階に位置している。12号線は内側2線を、24号線は外側2線を使用しており、合計3面の島式ホームが設置されている。中央の島式ホームは12号線専用、西側ホームは12号線潯峰崗方面と24号線紀念堂方面が共用、東側ホームは12号線大学城南方面と24号線広州北駅方面として共用されている。12号線聚竜側に引き上げ線が2線ある他、駅の南側には連絡線も設けられている。
22号線の駅は西側に南北方向に配置され、島式ホーム1面2線の構造である。コンコースは地下2階、ホームは地下4階に位置し、地下1階には8号線石潭駅との広州白雲駅連絡通路が接続される。なお、夏茅側には引き上げ線が2線ある。
仏山6号線および予定路線の駅は東西方向に配置され、コンコースは地下2階、ホームは地下3階に位置している。両路線とも島式ホーム1面2線の構造である。

### のりば
| 番線 | 路線     | 行先           |
| ---- | -------- | -------------- |
| 1    | ■ 12号線 | 広州体育館方面 |
| 2    | ■ 12号線 | 潯峰崗方面     |

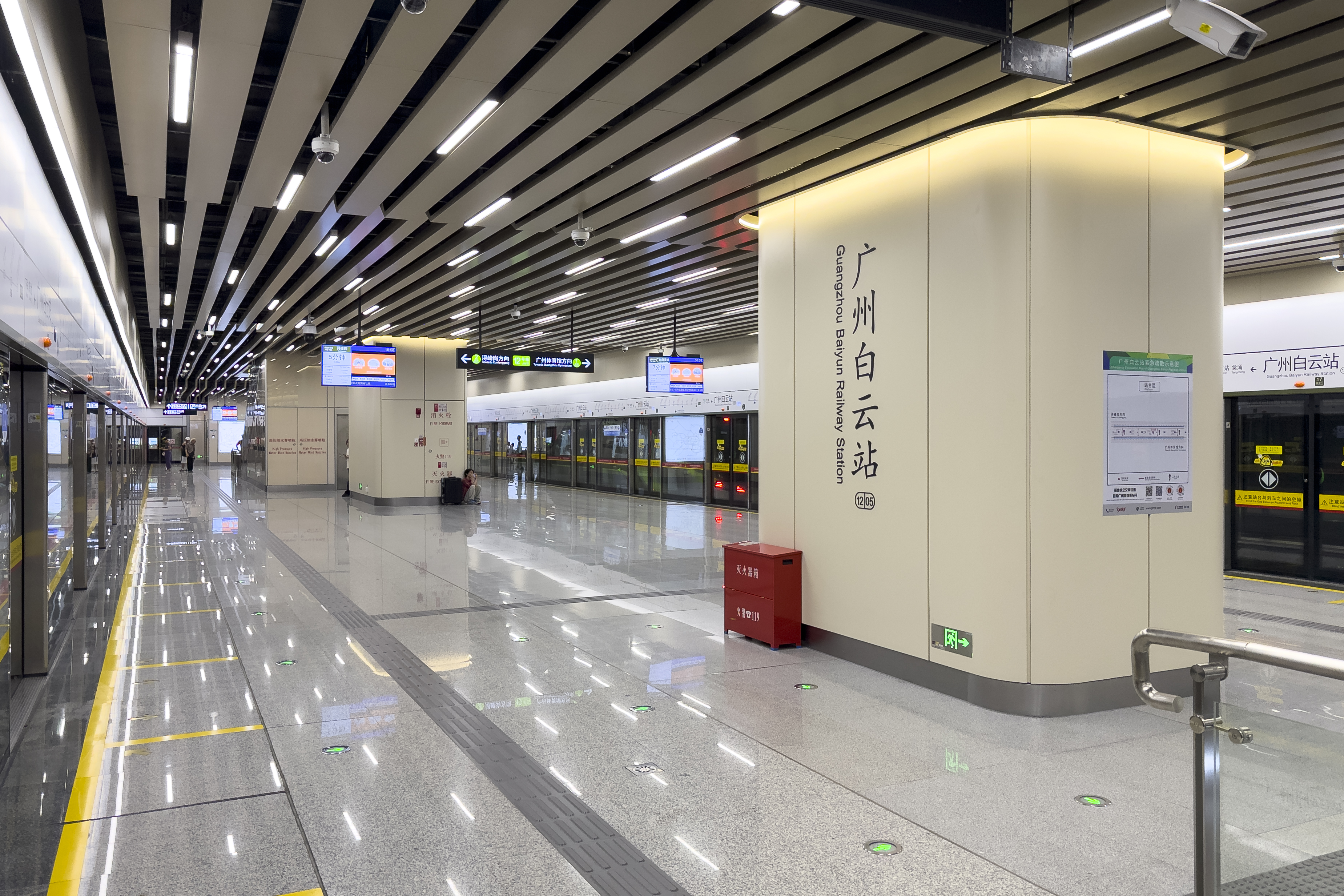
12号線中央島式ホーム
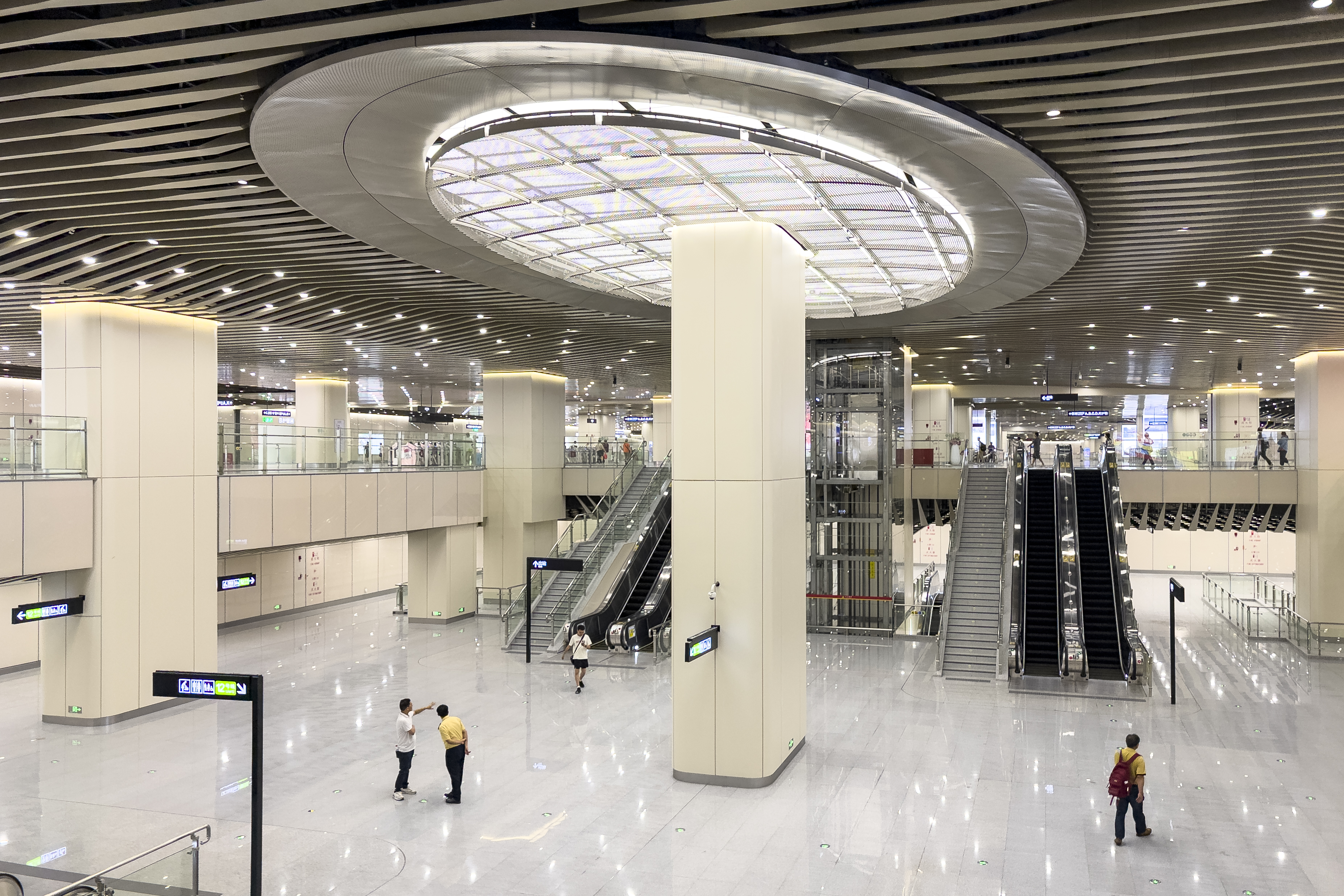
コンコース

## 利用状況
広州白雲駅の運用開始初期は1日約10本のみの列車が発着していたが、2024年1月10日の全国鉄道ダイヤ改正により、フルダイヤ時で92往復（日常104列：始発終着98列・通過6列）に大幅増発された。主な運行系統は、北行きの京広高速鉄道（42本）、南行きの広深都市間鉄道（28本）、在来線旅客列車（32本）で構成され、うち広州白雲-汕頭南間の高速列車2往復も含まれている。2024年6月15日のダイヤ改正ではさらに増発され116.5往復（広深都市間鉄道28往復に重点増強）となった。
2025年7月1日のダイヤ改正後は、フルダイヤ時で109往復（在来線・動力集中型54往復：始発終着44・通過10／動力分散型55往復：始発終着47・通過8）が設定され、従来広州駅が担当していた京広線方面の全列車と京九線方面の一部列車が当駅に移管された。

## バス路線

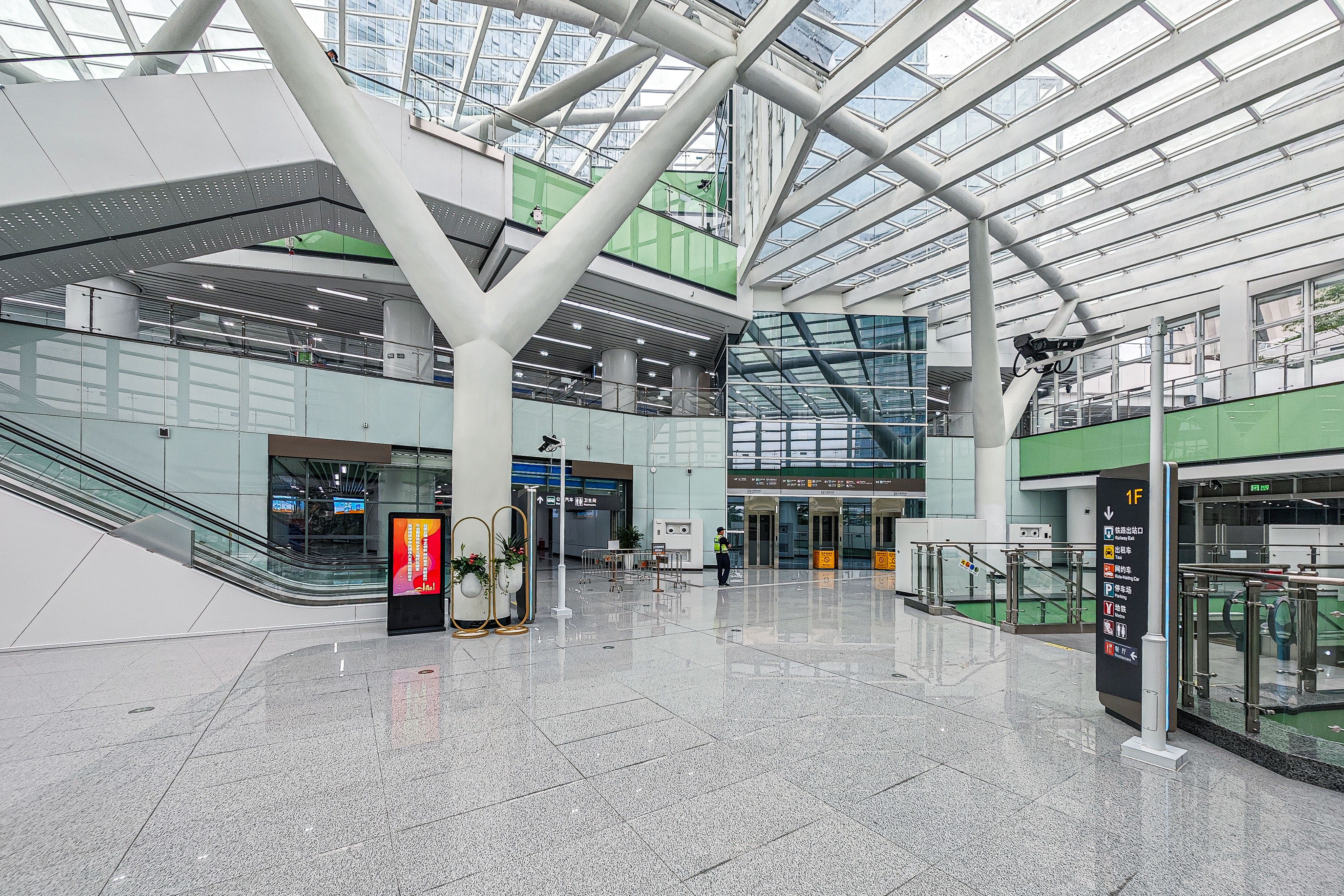
バスターミナルの樣子

- 広州白雲站公交総站：421、510、523、527、662、807A、839、840、925、夜22、夜75、夜77
- 広州白雲站東広場総站：705
- 広州白雲站東広場：421、510、523、662、807A、925、夜75
- 広州白雲站西広場：7、63、258、527、539、夜77、夜80

## 隣の駅
中国国家鉄路集団
京広線
大朗駅 - 広州白雲駅 - 広州駅
武広旅客専用線（花広聯絡線経由）
広州北駅 - （江村西信号場） - 広州白雲駅
江茘聯絡線・茘南聯絡線
広州北駅 - （江村西信号場） - 広州白雲駅 - （茘湾信号場） - （五眼橋信号場） - 広州南駅
粤港澳大湾区都市間鉄道
広清都市間鉄道（建設中）
白雲湖駅 - 広州白雲駅
広州地下鉄
■ 12号線
聚竜駅 1204 - 広州白雲駅 1205 - 棠涌駅 1206
■ 22号線（建設中）
広州駅 - 広州白雲駅 - 夏茅駅
■ 24号線（建設中）
棠景駅 - 広州白雲駅 - 黄石駅